# Mötz
Mötz ist eine Gemeinde mit 1357 Einwohnern (Stand 1. Jänner 2024) im Bezirk Imst (Gerichtsbezirk Silz) in Tirol (Österreich).

## Geografie
Mötz liegt im Oberinntal zwischen Telfs und Imst. Die Gemeinde dehnt sich nördlich des Inn entlang des Klammbachs aus. Von Mötz führt eine Straße zum Mieminger Plateau. In den letzten Jahrzehnten hat die Gemeinde einen großen Bevölkerungszuwachs durch Zuzug erhalten.

### Nachbargemeinden
| Obsteig |                                             | Mieming |
|         | Kompassrose, die auf Nachbargemeinden zeigt |         |
| Silz    |                                             | Stams   |

## Geschichte

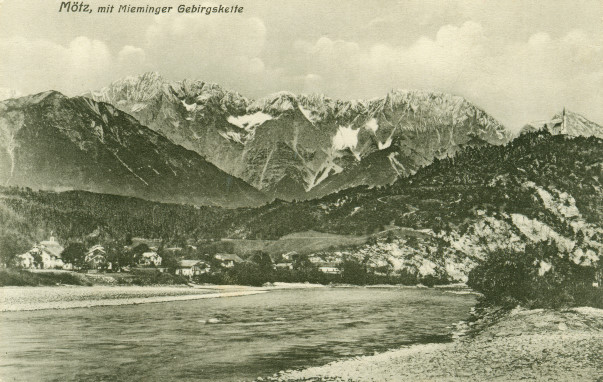
Mötz um 1915

Der Name Mötz hat eine vorrömische Wurzel, was auf eine sehr frühe Besiedelung hinweist. Eine angebliche Erstnennung in einer Urkunde Heinrichs des Löwen von 1166 als Mezzis gilt allerdings als gelehrte Fälschung des 19. Jahrhunderts. 1283 wird die Örtlichkeit in einer lateinischen Schenkungsurkunde als villa quae dicit Mets (‚Siedlung, die Mets genannt wird‘) bezeichnet. Im Inntaler Steuerbuch von 1312 wird Metsch als Unterabteilung des Gerichtes Petersberg genannt. Mit o oder ö wird der Name erst ab dem 16. Jh. verschriftlicht.
Der Name geht womöglich auf den antiken Flurnamen *makia (‚Feuchtgebiet‘) zurück.
Ursprünglich ein Teil der Gemeinde Mieming, wurde Mötz erst 1959 eine eigenständige Gemeinde.
In Mötz bestand schon 1290 eine Brücke über den Inn, was den Ort als Verkehrsknotenpunkt und Ausgangspunkt der Innschifffahrt bedeutend machte.

### Bevölkerungsentwicklung
EinwohnerJahr4006008001000120014001860189019201950198020102040EinwohnerEinwohnerentwicklung von Mötz

## Kultur und Sehenswürdigkeiten
- Pfarrkirche Mötz

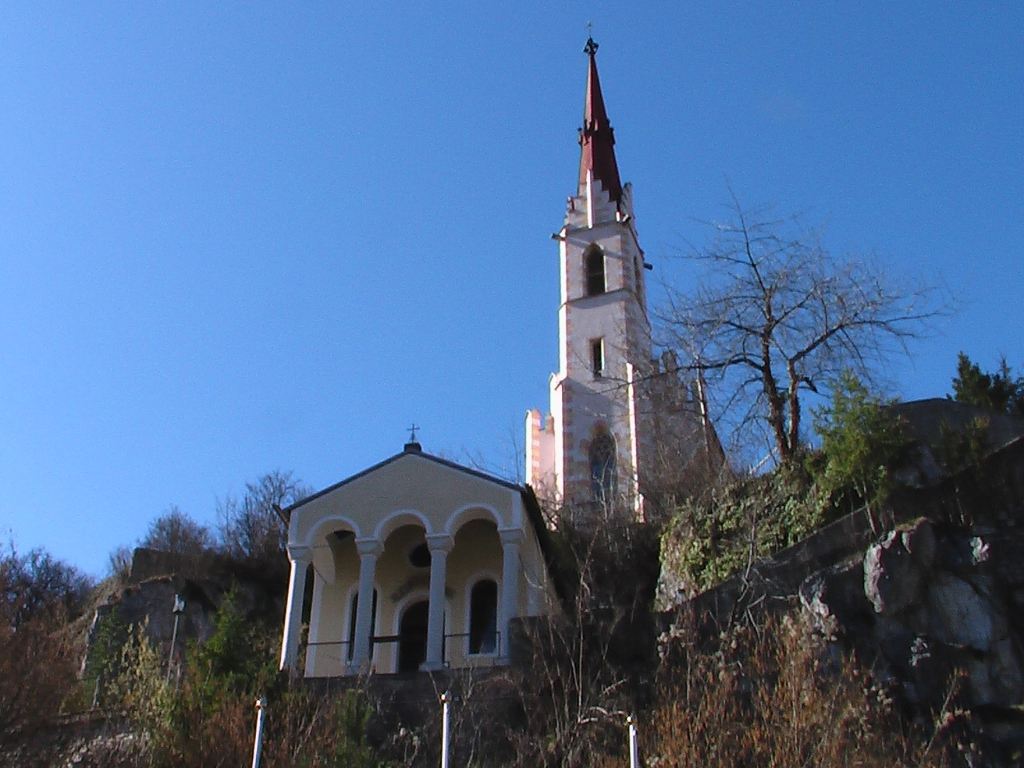
Gnadenkapelle und Wallfahrtskirche Locherboden

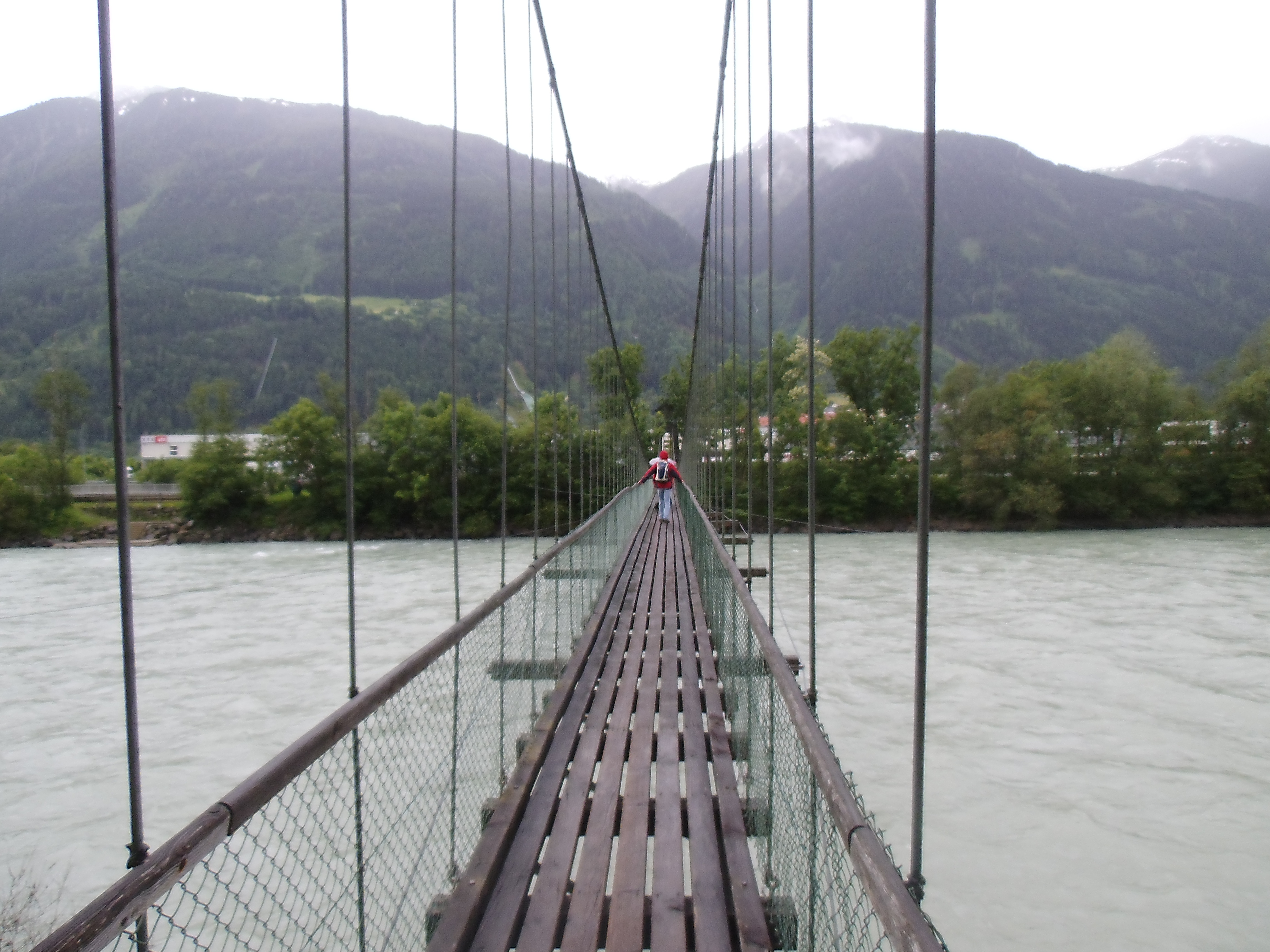
Hängebrücke über den Inn bei Mötz (Ansicht Richtung Süden)

- Wallfahrtskirche Locherboden: 1896 errichtet, neugotisch; thront auf einem Felsen oberhalb von Mötz. Sie ist unter anderem über eine Hängebrücke (errichtet 1935) über den Inn von Stams aus erreichbar.
- Ursprungskapelle Locherboden
- Nachtwallfahrtskapelle Locherboden
- Kapelle Birgele: barock, steht südwestlich des Dorfes am südlichen Fuß eines bewaldeten Hügels, wurde 2005 restauriert
- Pfarrhaus von Mötz: Am Kirchplatz Nr. 1, Widum, steht das zweigeschoßige, würfelförmige 'Pfarrhaus von Mötz', ein kulturgeschichtlich bedeutendes Bauwerk aus dem 18. Jahrhundert. Dank seiner Lage in unmittelbarer Nähe der Pfarrkirche bildet es mit dieser ein Denkmalensemble, das für das Ortsbild von Mötz von charakteristischer Bedeutung ist.

### Vereine
- Computer Club Mötz
- ESK Mötz
- Fußballverein Spielgemeinschaft SGP Silz (Tirol)/Mötz
- kult der Verein
- Landjugend und Jungbauernschaft Mötz
- Mötzer Bastelrunde
- Musikkapelle Mötz
- Jugendorchester Mötz
- Nachbarschaftshilfe und Vinzenzverein Mötz
- Obst- und Gartenbauverein Mötz
- Turnverein Mötz
- Radverein Silz(Tirol)/Mötz

Gemeinnützige
- Ortsstelle des Roten Kreuzes in Mötz
- Freiwillige Feuerwehr Mötz
- Tiroler Bergwacht (Einsatzstelle Mötz und Umgebung)
- Schützenkompanie Mötz

## Jenische
Mötz gehört auch zum Lebensraum der Jenischen, die sich außerhalb des Dorfes in der Mötzer Klamm niedergelassen haben.
In der Gegend werden die Jenische als „Karrner“ bezeichnet, weil sie keiner herkömmlichen Beschäftigung nachgingen, sondern mit dem Karren unterwegs waren. Ihren Lebensunterhalt verdienten sie sich zudem als Besenbinder, Pfannenflicker und Bettler. Man kennt sie im Dorf und in der Umgebung aber auch unter dem Namen „Laninger“ oder Jenische, anderweitig im Alpenraum auch als Dörcher, Begriffe, die durchwegs negativ besetzt sind.
Jenische Gruppen, mit einer über Generationen entwickelten eigenen Kultur und einer je nach Gruppe oder Region variierenden internen Gruppensprache Jenisch sind in allen deutschsprachigen Ländern und einigen angrenzenden Ländern (besonders in Frankreich und den Beneluxländern), anzutreffen. Jenische in Nord- und Südtirol sind noch wenig erforscht. Ihre Verbreitung vor allem im Tiroler Oberinntal soll auf das 17. Jahrhundert zurückgehen, als Missernten, Überbevölkerung und die durch das Erbrecht verursachte Aufsplitterung von Grund und Boden viele Menschen zwang, die Dorfgemeinschaft zu verlassen und mit Karren über Land zu ziehen. Sie entwickelten sich zu einem nicht unwesentlichen Wirtschaftsfaktor, indem sie die sesshafte Bevölkerung mit lebensnotwendigen Waren und Dienstleistungen versorgten, die in Zeiten mangelnder Nahversorgung nicht erhältlich gewesen wären.
Bereits vor der Zeit des NS-Regimes wurden sie vielfach diskriminiert und während des Nationalsozialismus dann als „Asoziale“ in Arbeits- und Konzentrationslager deportiert. Heute setzt sich der Jenische Kulturverband Österreich für ihre Anerkennung als nationale Minderheit ein.

## Wirtschaft und Infrastruktur
Mötz hat wenige ortsansässige Betriebe und daher einen hohen Außenpendleranteil. Es gibt 16 landwirtschaftliche Betriebe mit einer landwirtschaftlichen Nutzfläche von insgesamt 79 Hektar. In diesen Betrieben sind 45 Arbeitskräfte beschäftigt (Stand 2000).
Mötz ist vorwiegend eine Wohngegend, spielt jedoch im Sommer eine kleinere Rolle im Tourismus des mittleren Oberinntals.

### Verkehr
Der Ort ist über die Inntalautobahn, Ausfahrt Mötz, und über die Arlbergbahn (Regionalverkehr) erreichbar.

### Bildung
Mötz besitzt eine Volksschule, einen Kindergarten und eine Musikschule. Im Herbst 1966 wurde der Schulbetrieb der Hauptschule Silz/Mötz im Volksschulgebäude in Silz (Tirol) aufgenommen. Ab September 1976 fand der Unterricht im neu errichteten Hauptschulbau in Silz statt. Im Oktober 1984 kam es zur Einweihung des Polytechnischen Lehrganges und des Mehrzwecksaales ebenda.

## Politik

### Gemeinderat
Der Gemeinderat besteht aus 13 Mandataren. Die Wahlen 2016 ergaben folgendes Ergebnis:
- Mötzer Einheitsliste: 5 Mandate
- Innovativ.sozial.umweltbewusst – SPÖ und Parteifreie: 4 Mandate
- Frischer Wind für Mötz -Liste Rinner Hubert: 4 Mandate

Bei der Wahl 2022 trat nur die Partei „MÖTZER Einheitsliste - FÜR ENK“ an und erhielt alle 13 Mandate.

### Bürgermeister
Bürgermeister von Mötz ist Michael Kluibenschädl.

### Wappen
Von Gold und Blau geteilter Schild, in der oberen Schildhälfte der Teil eines aus vier Stämmen gefügten schwarzen Floßes, vom oberen Schildrand hereinragend.
Das 1973 verliehene Gemeindewappen weist mit dem Floß und dem blauen Feld darauf hin, dass Mötz der Anfangspunkt der Innflößerei bis Hall war.

## Persönlichkeiten

### Mit der Gemeinde verbundene Persönlichkeiten
- Angela Maria Autsch (1900–1944), Sr. Maria Angela vom heiligsten Herzen Jesu, Kloster Mötz, gestorben im KZ Auschwitz-Birkenau, Widerstand gegen das Hitlerregime, 1990 Seligsprechungsprozess durch die Erzdiözese Wien eingeleitet.